# Quercus aristata
Quercus aristata är en bokväxtart som beskrevs av William Jackson Hooker och George Arnott Walker Arnott. Quercus aristata ingår i släktet ekar, och familjen bokväxter. Inga underarter finns listade.